# 范方
范方（？—1644年），字介卿，福建同安縣人。明末解元、政治人物。
天启元年（1621年）辛酉科福建乡试第一名举人。崇祯十七年（1644年），官户部主事，保管仓库钥匙。明末民變領袖李自成入京，下令清点仓库，向范方索取钥匙。范方叱责道：“此钥乃朝廷物，非尔贼所可问者！”李自成忿怒下，將其處斬。當时的人有诗赞曰：“生为真解元，死为真主事。”